# 큰궁둥패임
큰궁둥패임(greater sciatic notch), 또는 대좌골절흔은 인간의 골반을 구성하는 뼈 중 하나인 엉덩뼈에 있는 파인 부분이다. 뒤아래엉덩뼈가시(위쪽)과 궁둥뼈가시(아래쪽) 사이에 위치한다. 엉치가시인대는 큰궁둥패임에 닿아 큰궁둥구멍을 형성한다.
큰궁둥패임에 의해 고정되는 구조물들은 다음과 같다.
- 궁둥구멍근, 위볼기동맥과 위볼기정맥, 위볼기신경
- 아래볼기동맥과 아래볼기정맥, 아래볼기신경
- 궁둥신경 및 뒤넙다리피부신경
- 속음부동맥과 속음부정맥, 속폐쇄근신경과 넙다리네모근신경

이들 중 위볼기혈관과 신경은 궁둥구멍근 위로, 다른 구조물들은 궁둥구멍근 아래로 통과한다.
큰궁둥패임은 남성(남성에서 약 50.4도)보다 여성(여성에서 약 74.4도)에서 더 넓다.

## 같이 보기
위키미디어 공용에 큰궁둥패임 관련 미디어 분류가 있습니다.
- 큰궁둥구멍
- 작은궁둥패임

## 참고 문헌
이 문서는 현재 퍼블릭 도메인에 속하는 그레이 해부학 제20판(1918) page 235의 내용을 기초로 작성된 글이 포함되어 있습니다.
1. ↑  Gray's Anatomy: The Anatomical Basis of Clinical Practice.